# Ancylocera sergioi
Ancylocera sergioi là một loài bọ cánh cứng trong họ Cerambycidae.